# L'Enfant du diable
Pour plus de détails, voir Fiche technique et Distribution.
L'Enfant du diable (The Changeling, littéralement "L'Enfant échangé", "Le Changelin" ou "Le Changeant") est un film d'horreur psychologique canadien réalisé par Peter Medak, sorti en 1980. Il s'agit de faits supposés réels ayant eu lieu dans le manoir Henry Treat Rogers dans le quartier de Cheesman Park à Denver dans le Colorado, en plein milieu des années 1960, où résidait le scénariste Russel Hunter.

## Synopsis
John Russel (George C. Scott), pianiste, compositeur et professeur, perd subitement sa famille dans un tragique accident de la route, dans le nord de l'État de New York, à l'époque moderne. Afin de changer d'air et de tenter de dissiper sa peine, il accepte un poste d'enseignant en formes musicales avancées à l'université de Seattle. Pour se loger, un collègue le réfère à la section locale de la société historique, ces derniers le guidant vers une vieille maison, inhabitée depuis douze ans. Mais lorsque, chaque matin, John entend des sons étranges, lorsque son piano émet des notes sans qu'on l'eût touché, et que d'étranges visions hantent son quotidien, la quiétude qu'il était venu chercher se transforme en cauchemar. Bientôt, il s'adresse à une médium, qui lui annoncera qu'il n'est pas seul à vivre dans cette maison.

## Fiche technique
Sauf indication contraire, les informations mentionnées dans cette section peuvent être confirmées par la base de données cinématographiques IMDb,  présente dans la section « Liens externes ».
- Titre original : The Changeling
- Titre français : L'Enfant du diable
- Réalisation : Peter Medak
- Scénario : William Gray et Diana Maddox, d'après une histoire de Russell Hunter
- Musique : Rick Wilkins
- Direction artistique : Reuben Freed
- Décors : Trevor Williams
- Costumes : Roberta Weiner
- Photographie : John Coquillon
- Montage : Lilla Pedersen
- Production : Garth H. Drabinsky et Joel B. Michaels

Production déléguée : Mario Kassar et Andrew G. Vajna
- Société de production : Chessman Park Productions
- Sociétés de distribution : Pan-Canadian Film Distributors (Canada) ; S.N. Prodis (France)
- Budget : 7,6 millions de dollars
- Pays d'origine :  Canada
- Langue originale : anglais
- Format : couleur - 1,85:1 - Dolby Surround - 35 mm
- Genre : horreur psychologique ; fantastique
- Durée : 115 minutes
- Dates de sortie :
  - États-Unis : 26 mars 1980 (avant-première au festival international du film des États-Unis)[2] ; 28 mars 1980 (sortie nationale)
  - Québec : 28 mars 1980
  - France : 29 octobre 1980
- Affiche : René Ferracci (France)

## Distribution
- George C. Scott (VF : Claude Joseph) : John Russell
- Trish Van Devere (VF : Françoise Giret) : Claire Norman
- Melvyn Douglas (VF : Georges Aminel) : le sénateur Carmichael
- Jean Marsh : Joanna Russell
- John Colicos (VF : Marc de Georgi) : l'inspecteur DeWitt
- Barry Morse (VF : Claude Nicot) : le Dr Pemberton
- Madeleine Thornton-Sherwood (VF : Lita Recio) : Mme Norman
- Helen Burns (en) (VF : Claude Chantal) : Leah Harmon
- Frances Hyland (VF : Nicole Favart) : Elizabeth Grey
- Ruth Springford (VF : Paule Emanuele) : Minnie Huxley
- Eric Christmas (VF : Georges Aubert (acteur)) : Albert Harmon
- Roberta Maxwell (VF : Anne Kerylen) : Eva Lingstrom
- Bernard Behrens (VF : Joseph Falcucci) : Robert Lingstrom
- J. Kenneth Campbell : le garde du corps
- C. M. Gampel (VF : Yves Barsacq) : M. Tuttle
- Janne Mortil : Linda Grey
- Terence Kelly (en) : le sergent Durban
- Robert Monroe (VF : Raymond Loyer) : l'archiviste
- Antonia Rey (VF : Lita Recio) : Estancia
- Giancarlo Esposito : un figurant (non crédité)
- Louis Zorich (en) : le steward Adler (non crédité)

## Production

### Développement
En fin des années 1970, Donald Cammell et Tony Richardson sont tous les deux pressentis en tant que réalisateurs, mais déclinent la proposition pour cause de divergences artistiques. La réalisation est donc confiée à Peter Medak.

### Tournage
Le tournage a lieu à Vancouver et Victoria, ainsi qu'aux alentours au Canada. Il a également lieu à New York et le plan général sur Seattle, ainsi que l'aéroport international de Seattle-Tacoma, la place rouge (Red Square) de l'université de Washington, la Space Needle, la Rainier Tower et le 
pont mémorial de Lacey V. Murrow (en). L'Hôtel Europe de Vancouver a servi de décors pour la société historique, le Hatley Castel pour le domaine du sénateur Carmichael, et une façade, érigée devant une maison existante dans le sud de Vancouver, pour l'extérieur du manoir dans le film, ainsi que Panorama Studios à l'ouest de Vancouver pour l'intérieur du manoir.

### Musique
La bande originale est distribuée par Percepto Records en CD, le 21 décembre 2001, et limitée à 1 000 copies. Le 13 avril 2007, Percepto relance une « Deluxe Edition » avec 2-CD, limitant également à 1 000 copies.
1. Main Title
2. The First Look
3. First Chill
4. Music Box Theme for Piano
5. Country Ride
6. Bathtub Reflections
7. Secret Door
8. The Attic
9. Music Box Theme
10. The Ball
11. The Seance
12. The Killing
13. Carmichael Reflects/On the Floor
14. Face on the Bedroom Floor
15. Chain Reaction
16. The Doors
17. Mirror, Mirror on the Wall
18. The Attic Calls Clair
19. Resolution
20. End Title
21. The Seance (version alternative)
22. Carmichael's Demise (piste bonus)
23. Piano Solos (piste bonus)
24. Alternate End Title

## Récompenses et distinctions

### Récompenses
- Palmarès du film canadien 1980 :
  - Prix Génie du meilleur film
  - Prix Génie du meilleur scénario adapté
  - Prix Génie de la meilleure photographie
  - Prix Génie des meilleurs décors
  - Prix Génie du meilleur son
  - Prix Génie du meilleur montage son
  - Prix Génie du meilleur acteur étranger pour George C. Scott
  - Prix Génie de la meilleure actrice étrangère pour Trish Van Devere
- Fantafestival 1982 : Meilleur acteur pour George C. Scott

### Nominations
- Palmarès du film canadien 1980 : Prix Génie du meilleur second rôle féminin pour Helen Burns et Frances Hyland
- Académie des films de science-fiction, fantastique et horreur 1981 :
  - Meilleur film international
  - Meilleur second rôle masculin pour Melvyn Douglas